# Sabrina: The Animated Series
Sabrina: The Animated Series (A Bruxinha Sabrina, no Brasil e Sabrina, em Portugal) é uma série de televisão animada americana baseada na série em quadrinhos Sabrina the Teenage Witch da Archie Comics. Foi produzida pela Savage Studios Ltd. e Hartbreak Films em associação da DIC Entertainment, sendo um spin-off animado da série em live-action de 1996 Sabrina, Aprendiz de Feiticeira. É a segunda série animada baseada na personagem sucedendo a série de 1970 da Filmation.
A série foi ao ar originalmente pelos canais ABC e UPN de 6 de setembro a 19 de novembro de 1999 numa temporada única de 65 episódios. No Brasil a série foi ao ar pelo Disney Channel e pelo SBT dentro do programa Bom Dia & Cia. entre 2003 e 2005.
Em Portugal, a série foi exibido pela SIC K, com Dobragem portuguesa.

## Enredo
Ao contrário das encarnações anteriores, nesta série Sabrina Spellman é retratada como uma garota de 12 anos que frequentava o ensino médio. Como na série de quadrinhos original, Sabrina vive com suas tias bruxas paternas, Hilda Spellman e Zelda Spellman e seu gato preto falante Salem Saberhagen, dos quais aconselham Sabrina no uso de diversas magias. A maioria dos episódios centra-se nas questões típicas do ensino médio, juntamente com aquelas que emanam da inexperiência ou uso indevido de Sabrina com diversas magias, bruxarias e feitiços extremamente poderosos e complexos. Sabrina e sua melhor amiga Chloe costumavam usar magia (geralmente do "Jarro Assombrado"; um pote de biscoitos contendo um ser parecido com um gênio na cozinha da família) para todos os tipos de emergências percebidas, desde tentar vestir roupas novas e justas até transformando Harvey, a paixão de Sabrina, em um super-herói. No final de cada episódio, suas habilidades mágicas inatas sairiam pela culatra involuntariamente e Sabrina aprenderia que usar magia geralmente não é a solução para seus problemas cotidianos.

## Personagens
- Sabrina Spellman - Uma pré-adolescente de 12 anos meio bruxa e meio mortal. Diferente de suas outras encarnações como um jovem de 16 anos nesta série ela não possui ainda total controle sobre sua magia, muitas vezes chegando a apelar pro Jarro Assombrado de suas tias fazer feitiços maiores. Sua melhor amiga nesta série é a Chloe e tem como rival Gem. Possui interesse amoroso pelo seu colega de classe Harvey.
- Salem Saberhagen - O gato preto de estimação falante de Sabrina que na verdade é um bruxo poderoso que foi castigado no passado sendo transformado num gato como punição por ter tendado dominar o mundo. Normalmente segue a acompanha Sabrina na maioria de suas aventuras servindo como seu principal parceiro durante a série.
- Hilda Spellman e Zelda Spellman - Tias da Sabrina. Duas irmãs bruxas com séculos de vida, porém com aparências jovens e atitudes modernas. Hilda tende a ser mais despreocupada e imprudente enquanto Zelda é mais cautelosa.
- Harvey Kinkle - Colega de classe da Sabrina e um de seus melhores amigos. É um jovem despreocupado e amigável, desconhece que Sabrina é uma bruxa mesmo estando em constante contato com magia durante os episódios. Mesmo enxergando Sabrina apenas como uma amiga no fundo ele demonstra se importar muito por ela.
- Tio Quigley - Personagem original da série. Ele é o tio-avô materno de Sabrina e o único mortal que vive na casa dos Spellmans. É responsável por tomar conta da casa e ser o adulto responsável.
- Chloe Flan - A melhor amiga de Sabrina. Tal como Tio Quigley, ela é a única mortal que sabe do segredo de Sabrina ser uma bruxa. Tende a ser a principal parceira de Sabrina nas aventuras depois de Salem.
- Gemini "Gem" Stone - A principal antagonista da série. Uma garota rica, mimada e esnobe que é rude com Sabrina e é sua rival nas afeições por Harvey, mesmo que ele prefira Sabrina. Possui um cachorro de estimação chamado Ruby. Ela foi baseada em Libby Chesler da série em live-action.
- Perry "Pi" McDonald - O melhor amigo de Harvey. Um garoto super inteligente que frequentemente faz pesquisas sobre coisas paranormais e as vezes ajuda seus amigos em alguns problemas. Frequentemente é visto usando um chapéu que cobre seus olhos.
- Horace "Cabeça Chata" Slugloafe - O valentão da escola que ocasionalmente faz bullying com Harvey. Ele é um garoto gordo e ruivo.
- Bernard - Um garoto nerd anão e careca que é colega de classe de Sabrina. Ele normalmente é alvo de bullying de Cabeça Chata e manipulado por Gem.
- Jarro Assombrado - Um gênio verde que reside dentro de um jarro de biscoitos na cozinha dos Spellmans. Sempre que Sabrina precisa de um feitiço especial ela pede pra ele, embora raramente os feitiços saiam como ela queira.

## Spin-offs

### Animação
Em novembro de 2000, após sua separação e reindependência da Disney, a DIC Entertainment anunciou que iria produzir um spin-off baseado em Salem. A série foi planejada para ter 52 episódios de meia hora, cada um orçado em US$ 275.000 a US$ 325.000, e iria ao ar no outono de 2001, com a DIC detendo todos os direitos de distribuição mundial. A série nunca viu a luz no dia seguinte desde seu anúncio inicial, o que significa que provavelmente nunca saiu da prancheta.
A série foi continuada por um um filme de TV intitulado Sabrina: Amigas Para Sempre que foi ao ar na Nickelodeon nos Estados Unidos em 13 de outubro de 2002, como parte da série de filmes para televisão produzidos pela DIC para Nickelodeon. O filme foi posteriormente pré-vendido internacionalmente para várias redes do Disney Channel, entre outras. O filme dá continuidade a série agora mostrando Sabrina nos seus 13 anos indo para a Academia das Bruxas para se tornar uma bruxa completa.
O filme foi continuado por uma série intitulada intitulada Segredos da Bruxinha Sabrina que foi co-produzida com a subsidiária francesa da DIC, Les Studios Tex, e a emissora TF1, tendo estreado no bloco de televisão sindicalizado da DIC, DIC Kids Network, em novembro de 2003, antes de ser pré-vendida internacionalmente. Nessa série Sabrina é mostrada mais velha tendo agora 14 anos e continuando suas aventuras com base no filme anterior. Nenhum dos personagens originais da série de 1999 como Chloe, Gem ou Tio Quigley retornam.

### Quadrinhos
Enquanto Sabrina: a série animada estava no ar, a Archie Comics publicou um spin-off em quadrinhos para o programa. A primeira edição foi datada de janeiro de 2000 e durou 37 edições. Para vincular a trama com os quadrinhos da Sabrina, foi afirmado na primeira edição que a vilã Repulsa, havia enviado Sabrina de volta no tempo para reviver sua pré-adolescência, para que ela ficasse fora do caminho enquanto Repulsa tentava conquistar o reino de Enchantra. Na edição 38, a trama de Repulsa foi resolvida, e a história em quadrinhos voltou a narrar a Sabrina adolescente na edição seguinte.